# Barbara Sukowa
Barbara Sukowa, född 2 februari 1950 i Bremen i dåvarande Västtyskland, är en tysk film- och teaterskådespelare.
Sukowa debuterade som skådespelare på teaterscenen i Berlin 1971. Hon har flera gånger samarbetat med Margarethe von Trotta och 1986 utsågs hon till bästa skådespelerska vid filmfestivalen i Cannes för sin insats som titelrollen i von Trottas långfilm Rosa Luxemburg. Sukowa har även nominerats till Tyska filmpriset i kategorin bästa kvinnliga skådespelare fyra gånger varav hon vunnit tre: 1982 för Två tyska systrar, 1986 för Rosa Luxemburg och 2013 för sitt porträtt av Hannah Arendt, samtliga i regi av von Trotta.
Barbara Sukowa har tre söner, en från hennes äktenskap med skådespelaren Hans-Michael Rehberg (1938–2017), en från förhållandet med skådespelaren Daniel Olbrychski (född 1945) och en tillsammans med nuvarande maken konstnären Robert Longo (född 1953) som hon varit gift med sedan 1994.

## Filmografi i urval
- 1980 – Berlin Alexanderplatz (TV-serie)
- 1981 – Lola
- 1981 – Två tyska systrar
- 1985 – Mot rymden
- 1986 – Rosa Luxemburg
- 1987 – Die Verliebten
- 1987 – Sicilianaren
- 1991 – Homo Faber
- 1991 – Europa
- 1991 – Resenären
- 1993 – M. Butterfly
- 1995 – Johnny Mnemonic
- 2005 – Romance & Cigarettes
- 2009 – Veronika bestämmer sig för att dö
- 2013 – Hannah Arendt
- 2015 – En bekant främling
- 2020 – Hunters (TV-serie)
- 2023 – Air
- 2023 – The Swarm (TV-serie)